# Agrahara, Hunsur
Agrahara là một làng thuộc tehsil Hunsur, huyện Mysore, bang Karnataka, Ấn Độ.